# دوزخ (ویرالت)
دوزخ (به استونیایی: Põrgu) یک چاپ فلزی اثر هنرمند استونیایی ادوارد ویرالت است.

## بازنمود
این اثر در سال ۱۹۳۲ میلادی ساخته شد و اندازه آن ۳۹/۴ × ۴۶/۸ سانتی‌متر است. این اثر امروزه در موزه هنر استونی نگهداری می‌شود.

## تحلیل و بررسی
این چاپ که با شگرد فن هنرمندان قدیمی همخوانی دارد، تاریکی ستم و بیداد اجتماعی و بیگانگی و غربت را نشان می‌دهد.